# Памятник Ленину (Ржев)
Па́мятник Влади́миру Ильичу́ Ле́нину — скульптура, являющаяся основной композицией центральной площади города Ржева Тверской области — Советской площади.
Посвящена основателю первого в мире социалистического государства, Вождю мирового пролетариата — В. И. Ленину.

## Описание
Находится в левобережной части города Ржева в центре Советской площади.
Представляет собой фигуру В. И. Ленина с кепкой в левой руке, установленную на высоком постаменте.
Снизу оборудована трибуна для проведения демонстраций.
Перед памятником обустроена обширная площадка, на которой в советское время и сейчас проводятся митинги и демонстрации.

## История создания
Памятник установлен в 1938 году, к 20-летию со дня образования Рабоче-Крестьянской Красной Армии (РККА).
Скульптор — В. Критюк, архитектор — А. Иваницкий.
Скульптура была выполнена из гипса и первоначально правая рука Вождя была вытянута вперёд.
В 1941 году, во время немецкой оккупации города, памятник был уничтожен. Прямо на площадке перед памятником были установлены виселицы для проведения показательных казней советских граждан, не желавших мириться с оккупационным режимом.
После Великой Отечественной войны, в 1952 году, памятник В. И. Ленину был восстановлен, правда, уже в другом варианте — с опущенной правой рукой.
Долгое время на площадке возле памятника проводились первомайские и ноябрьские демонстрации трудящихся, различные пионерские и комсомольские торжества, проходили встречи ветеранов Великой Отечественной войны. В наше время здесь часто собираются члены КПРФ, проводятся всенародные гуляния в Дни города.

## Галерея

Памятник В. И. Ленину в 1938 году